# Queimadela (Fafe)
Queimadela ist ein Ort und eine ehemalige Gemeinde (Freguesia) im Norden Portugals.
Queimadela gehört zum Kreis Fafe im Distrikt Braga. Die Gemeinde hatte eine Fläche von 10,3 km² und 489 Einwohner (Stand 30. Juni 2011).
Am 29. September 2013 wurden die Gemeinden Queimadela und Monte zur neuen Gemeinde União das Freguesias de Monte e Queimadela zusammengeschlossen. Queimadela ist Sitz dieser neu gebildeten Gemeinde.